# Sowa Town
Pour les articles homonymes, voir Sowa.
Sowa est une ville du district central du Botswana. Elle abrite une importante mine de soude, d'où l'on extrait du chlorure de sodium. Sowa est la plus petite ville autonome du pays.
Le sous-district compte 2 879 habitants en 2001 et sa population atteint 3 598 habitants au recensement de 2011,.

## Géographie
En 2011, Sowa comptait 3598 habitants. Bien que la ville soit située dans le Central District, elle est autogérée. Sowa est administrée selon les Sowa Township Regulations. L'assemblée locale est composée de sept représentants nommés par le gouvernement botswanais et d'un représentant élu par les habitants de la région (situation en 2008). Sowa signifie "sel" en langue khoisan.
La mine se trouve dans le Sua Pan (également Sowa Pan), le désert de sel le plus à l'est des Makgadikgadi Pans. La région est plate et le climat aride. Francistown se situe à environ 163 kilomètres au sud-ouest. La ville la plus proche est Dukwi à 30 kilomètres à l'est.

## Histoire
La construction de la ville de Sowa a été décidée en 1988 par une loi du Parlement botswanais. Jusqu'alors, seuls quelques conducteurs de bétail vivaient dans la région. La ville a été inaugurée en 1990 et la mine en 1991. Au début, elle était exploitée par un consortium composé du gouvernement botswanais, de De Beers, d'Anglo American et AECI, avant d'être reprise en 1995 par Botswana Ash, qui appartient à 50 % à l'État, à 14 % à chacune des trois autres entreprises citées et à 8 % à un consortium de banques.

## Économie et infrastructures
Environ 300 000 tonnes de soude et 250 000 tonnes de chlorure de sodium sont extraites chaque année de la saline située à environ 20 kilomètres à l'ouest,. a mine compte environ 450 employés. Le siège de Botswana Ash se trouve à Sowa. En 2008, aucun habitant de Sowa n'avait plus de 65 ans. La propriété foncière ne peut être acquise. Une clôture de protection a été érigée autour de la ville, mais elle est parfois coupée par les conducteurs de bétail, qui peuvent ainsi faire entrer leur bétail dans la ville.
L'aéroport de Sua Pan (code IATA SXN, code OACI FBSN) est situé entre le village à l'est et les installations de chargement à l'ouest. La piste d'atterrissage asphaltée est longue d'environ 1 675 mètres. Depuis les installations de chargement, une voie ferrée contourne le village par le sud jusqu'à Francistown. Elle n'est utilisée que pour le transport de marchandises. La route A32 est la seule route à atteindre Sowa. Elle se dirige vers l'est et rejoint l'A3, qui mène entre autres de Francistown à Maun, entre autres. La soude est également transportée via l'A32.

## Jumelage
- Namibie Karibib (seit April 2018)[7]

## Voir également
- Liste des villes du Botswana

## Liens
- Notices d'autorité :   - VIAF
  - LCCN
  - Israël
  - WorldCat
- Zibani Maundeni : Démocratie locale dans le canton de Sowa (Atelier 2008)